# Калюжный, Руслан Валерьевич
Руслан Валерьевич Калюжный (род. 4 октября 1973 года) — российский политик. Депутат Государственной думы Федерального собрания Российской Федерации VI созыва. Член комитета ГД по делам общественных объединений и религиозных организаций.

## Биография
Родился 4 октября 1973 года.
С 13 декабря 2011 года депутат Государственной Думы шестого созыва. Член комитета Государственной Думы по делам общественных объединений и религиозных организаций.